# Electricity Maps
Electricity Maps est un site web qui recense les mix électrique en temps réel de différents pays (notamment d'Europe). Les données proviennent directement et automatiquement des gestionnaires de transport d'électricité comme RTE en France. Le site se présente sous la forme d'une carte du monde colorée avec un code couleur évaluant l'intensité carbone du mix électricité du pays représenté (allant du vert au noir).

## Informations collectées
Les informations collectées sont entre autres :
- L'intensité carbone (émissions de CO2 en gramme par kWh)
- Le pourcentage d'électricité bas-carbone et renouvelable
- Le détail des mix électrique par moyen de production (gaz, nucléaire, éolien, ...)
- Les exportations et importations d'électricité entre les pays
- Le prix de l'électricité en (€ par MWh)

## Sources et références
1. ↑  Michel Revol, « ElectricityMap, le site qui dénonce les pays pollueurs », sur Le Point, 27 juin 2019 (consulté le 29 juillet 2021)
2. ↑  Olivier Monod, « Le site electricitymap.org est-il fiable ? », sur Libération (consulté le 29 juillet 2021)
3. ↑  (en-GB) « European Electricity Map - iEnergy », sur www.i-energy.info (consulté le 29 juillet 2021)